# Cyanocitta
Cyanocitta es un género de aves paseriformes de la familia Corvidae. Incluye a dos especies de arrendajos o charas americanos ampliamente distribuidos por Norteamérica y América Central.

## Especies
Se reconocen las siguientes especies:
- Cyanocitta cristata (Linnaeus, 1758)
- Cyanocitta stelleri (J. F. Gmelin, 1788)